# (10838) Lebon
(10838) Lebon es un asteroide perteneciente al cinturón de asteroides, descubierto el 9 de marzo de 1994 por Eric Walter Elst desde el Centro de Investigaciones en Geodinámica y Astrometría, Caussols, Francia.

## Designación y nombre
Designado provisionalmente como 1994 EH7. Fue nombrado  por Gustave Le Bon (1841-1931), un psicólogo social francés que se hizo famoso gracias a su libro La psychologie des foules (1895): «El comportamiento de las masas es unánime, emocional e intelectualmente débil». La obra de Freud « Masa e Ich-analyse» (1920) se inspira en gran medida en sus ideas.

## Características orbitales
Lebon está situado a una distancia media del Sol de 2,642 ua, pudiendo alejarse hasta 3,077 ua y acercarse hasta 2,206 ua. Su excentricidad es 0,165 y la inclinación orbital 12,837 grados. Emplea 1568,14 días en completar una órbita alrededor del Sol.
Pertenece a la familia de asteroides de (15) Eunomia.

## Características físicas
La magnitud absoluta de Lebon es 13,48. Tiene 6,413 km de diámetro. Su albedo se estima en 0,225.